# Battaglia del Garigliano (1503)
La battaglia del Garigliano fu combattuta il 29 dicembre 1503 tra l'esercito al servizio del regno spagnolo, guidato da Gonzalo Fernández de Córdoba detto el Gran Capitán, e quello a servizio del regno francese comandato da Ludovico II, marchese di Saluzzo. In entrambi gli eserciti  erano presenti comandanti e soldati italiani. La battaglia venne dopo tre anni di scontri nel Mezzogiorno e determinò per oltre due secoli (1503 – 1734) le sorti politiche del Regno di Napoli. Córdoba lanciò a sorpresa un attacco contro i francesi e ottenne una vittoria decisiva, ponendo fine alla resistenza francese.

## La spartizione del Regno di Napoli
L'11 novembre del 1500, Luigi XII re di Francia e Ferdinando II re di Aragona avevano sottoscritto un patto segreto con il beneplacito di papa Alessandro VI: il trattato segreto di Granada, che prevedeva la spartizione del Regno di Napoli. Federico I di Napoli, all'oscuro dell'accordo, quando nel 1501 i Francesi s'apprestarono ad invadere il suo regno, chiese aiuto alla Spagna essendo imparentato con Ferdinando II e consegnandogli anche delle piazzeforti in Calabria. Il re Federico, accortosi troppo tardi dell'inganno, cercò di trattare la resa, ma il 19 agosto i Francesi entrarono a Napoli. Presto tra gli occupanti nacquero dissidi sulle modalità di spartizione, che portarono a molti scontri e alterne fortune fino alla presa spagnola di Napoli il 16 maggio 1503.
Presto Gaeta sul Tirreno e Venosa sull'Adriatico rimasero uniche piazzeforti in mano ai Francesi. A Gaeta arrivavano facilmente i rifornimenti via mare ed i Francesi occupavano anche tutto il territorio a sud fino al fiume Garigliano, comprendente i castelli di Fondi, Itri, Castellonorato, Traetto, Roccaguglielma, Castelforte e Suio, terre avite sotto il controllo di Onorato III Caetani, alleato dei Francesi.

## Fase preliminare
A metà di novembre nel 1503, l'esercito a servizio del regno francese e quello al servizio spagnolo si trovarono separati solo dal Garigliano. Gli spagnoli, schierati in inferiorità numerica, dovevano attraversare il fiume per spazzare via i francesi dal regno; i francesi dovevano attraversare il fiume per sperare di riconquistare Napoli. Malgrado vari tentativi riusciti dei francesi di attraversare il fiume grazie ad un ponte che erano riusciti ad allestire, la situazione era allo stallo ed entrambi gli schieramenti occupavano posizioni strategiche tra pantani, stagni insalubri, al freddo sotto la pioggia battente. I francesi avevano l'accampamento tra le rovine della città di Minturnae, ai piedi di Traetto, presso la torre a guardia della foce. La situazione dei rifornimenti era più problematica per gli spagnoli, mentre i francesi, posizionati sulla sponda nord del fiume, ricevevano i materiali dal non lontano porto di Gaeta. La situazione sembrava in stallo, con piccole scaramucce in attesa di una svolta: o ci si decideva per la ritirata o per uno scontro definitivo. Tale situazione metteva in grave situazione la popolazione locale di entrambe le sponde, vessata dagli eserciti occupanti e poi colpita dalla peste.
Mentre Gonzalo de Córdoba stava valutando se attaccare o ritirarsi fino a che le condizioni meteorologiche non migliorassero, giunsero da Napoli i rinforzi di Bartolomeo d'Alviano e degli Orsini (il principale rappresentante della famiglia romana, il capitano di ventura Fabio Orsini, perirà nello scontro, ucciso da un verrettone che lo colpirà alla testa penetrando nell'elmo). Il Gran Capitán volle far credere al marchese di Saluzzo che l'esercito spagnolo si stesse ritirando ed alcuni giorni prima della battaglia fece disporre parte delle truppe come se si avviassero verso il fiume Volturno.
L'idea di Gonzalo era attraversare il fiume attraverso ponti assemblabili, fatti di botti e barche, che erano in costruzione nel castello di Mondragone, 12 km al sud dell'accampamento spagnolo di Sessa.

## La battaglia
Durante la notte tra il 27 ed il 28, viene trasportato dagli spagnoli il materiale nella zona della rocca di Suio, in posizione nascosta alla visuale della rocca stessa occupata dai francesi e a circa sei km a monte dell'accampamento francese. All'alba Bartolomeo d'Alviano, che guida l'avanguardia, fa iniziare il montaggio del ponte. Verso le dieci del mattino passa dalla sponda sinistra a quella destra un'avanguardia di soldati spagnoli con alla testa Bartolomeo d'Alviano (circa quattromila uomini).
I trecento balestrieri normanni arroccati a Suio non se ne accorgono, così lo stesso Consalvo passa il ponte con più di duemila uomini tra cui duecento cavalleggeri guidati da Prospero Colonna. Consalvo aveva anche ordinato che venisse portato un assalto al ponte francese ed al vicino traghetto del Garigliano.
Le truppe guidate da Bartolomeo d'Alviano risalgono il colle di Suio e i balestrieri francesi, presi alla sprovvista, scappano verso Castelforte. Qui vi sono circa trecento fanti francesi che all'arrivo dei fuggitivi decidono di ritirarsi a loro volta verso Traetto. D'Alviano occupa quindi anche Castelforte. Tra il 28 e il 29 Consalvo pernotta nella rocca di Castelforte, mentre d'Alviano a metà percorso tra Castelforte e Traetto, forse nei pressi del torrente Ausente che segnava il confine occidentale del territorio comunale di Castelforte.
La notizia della ritirata si diffuse tra la popolazione, che voleva rivalersi delle vessazioni, e tra i soldati delle guarnigioni francesi presso Vallefredda, Fratte, Roccaguglielma e Minturnae. I soldati del campo principale francese erano in buona parte ammalati e non vi era modo di far arrivare in fretta altre forze dagli altri sparsi presidi. Il capitano francese Yves d'Alègre decide allora di disfare il ponte e iniziare una ritirata generale verso Gaeta trasferendo al traino dei cavalli il materiale bellico di taglia piccola e su imbarcazioni il materiale bellico più pesante. Queste chiatte avrebbero dovuto percorrere un breve tratto di fiume e poi diversi chilometri di mare. Alla foce del fiume le condizioni del mare erano proibitive: tentando l'impresa periscono ben trecento uomini, tra cui Piero il Fatuo. Al campo rimangono tutti gli infermi, molte munizioni e nove cannoni.
D'Alviano all'alba si porta presso il campo nemico e constata il suo abbandono, poi informa Consalvo che decide di continuare ad avanzare. Prospero Colonna, alla guida dell'avanguardia spagnola composta da cavalleggeri, raggiunge i francesi a Scauri. Pierre de Bayard (Baiardo), capitano dell'esercito francese, sbarra per due ore il passaggio agli spagnoli presso un ponte, forse sul rio capo d'acqua permettendo un buon margine alle forze in ritirata. Dopo vari piccoli scontri, i francesi si asserragliano presso il ponte di Mola di Gaeta, l'attuale Formia, ma la retroguardia spagnola era riuscita a passare sul ponte francese mal presidiato. I francesi riescono a respingere i soldati di Prospero Colonna e poi grazie a rinforzi a travolgerli, ma l'arrivo della retroguardia spagnola non lascia al marchese di Saluzzo che ordinare la ritirata, protetta dalle truppe del genovese Adorno che muore sul ponte di Mola.
Asserragliati a Gaeta, i Francesi, dopo alcuni giorni, trattano la resa, consegnando tutto il meridione d'Italia agli Spagnoli.